# Jenna Miscavige Hill
Jenna Miscavige Hill (* 1. Februar 1984 in Concord, New Hampshire, USA) ist eine amerikanische Scientologyaussteigerin und Buchautorin.

## Leben
Nachdem sie Scientology 2005 verlassen hatte, wurde sie zu einer Kritikerin der Organisation. Sie ist die Tochter von Ron Miscavige, Jr. und die Nichte des derzeitigen Scientology-Führers David Miscavige.
Hill begründete zusammen mit Kendra Wiseman und Astra Woodcraft, die auch in Scientology-Familien aufwuchsen, die Webseite exscientologykids.com. Sie wurde von vielen Medien über ihre Erfahrungen innerhalb von Scientology befragt, einschließlich ABCs Nightline im April 2008, und auf Piers Morgan Tonight im Februar 2013, wobei sie über Einzelheiten von Scientology sprach.
Im Jahr 2000, als Hill 16 Jahre alt war, verließen ihr Vater und ihre Mutter Scientology. Hill erklärte, dass  wegen der von Scientology angeordneten Disconnection zu Verwandten und Freunden, die Scientology nicht unterstützen oder feindlich dazu eingestellt sind, Briefe von ihren Eltern abgefangen wurden und sie für ein Jahr nicht an das Telefon gehen durfte.
Sie beschreibt ihre Erfahrung im Alter von fünf bis zwölf Jahren wie folgt: „Wir mussten alle unsere Verstöße, ähnlich der Sünde in der katholischen Kirche, niederschreiben. Nachdem wir sie alle niedergeschrieben hatten, wurden wir mit Hilfe eines E-Meters überprüft, um sicherzustellen, dass wir nichts für uns behielten; wir mussten so lange schreiben, bis das Gerät grünes Licht gab.“ ("We were also required to write down all transgressions ...similar to a sin in the Catholic religion. After writing them all down, we would receive a meter check on the electropsychometer to make sure we weren't hiding anything, and you would have to keep writing until you came up clean.")
Sie ist verheiratet und hat drei Kinder.

## Veröffentlichungen
Im September 2012 erklärte sie, dass sie ihre Lebensgeschichte in ihrem Buch Beyond Belief: My Secret Life Inside Scientology and My Harrowing Escape beschreiben werde. Es erschien im Januar 2013 bei William Morrow im Verlag HarperCollins. Das Buch schrieb sie gemeinsam mit Lisa Pulitzer. Es erschien auch in deutscher Übersetzung unter dem Titel Mein geheimes Leben bei Scientology und meine dramatische Flucht. Es erreichte im April 2013 die Spiegel-Bestsellerliste.